# Иняки Урдангарин
Иняки Урдангарин (на испански: Iñaki Urdangarin Liebaert) (до 2015 г. е с титлата херцог на Палма де Майорка, която му е отнета с държавен указ от крал Фелипе VI) е съпругът на испанската инфанта Кристина, херцогиня на Палма де Майорка и най-малката дъщеря на крал Хуан Карлос и кралица София.
Урдангарин по етнически произход е баск, роден на 15 януари 1968 г. в Сумарага, но прекарва по-голямата част от живота си в Барселона. През 2011 година е обвинен в злоупотреба с обществени средства при управлението на неправителствената организация Институт Ноос и кралският двор обявява, че за неопределено време той няма да участва в официални дейности на кралското семейство.